# Département Meurthe

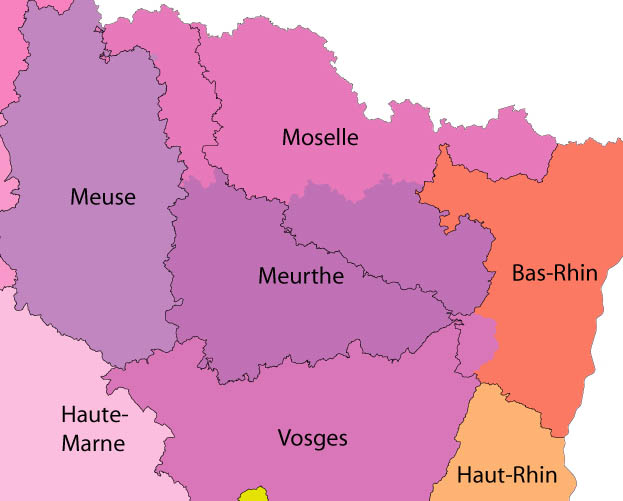
Die alten und neuen Grenzen in den Départements nach der Abtrennung Elsaß-Lothringens

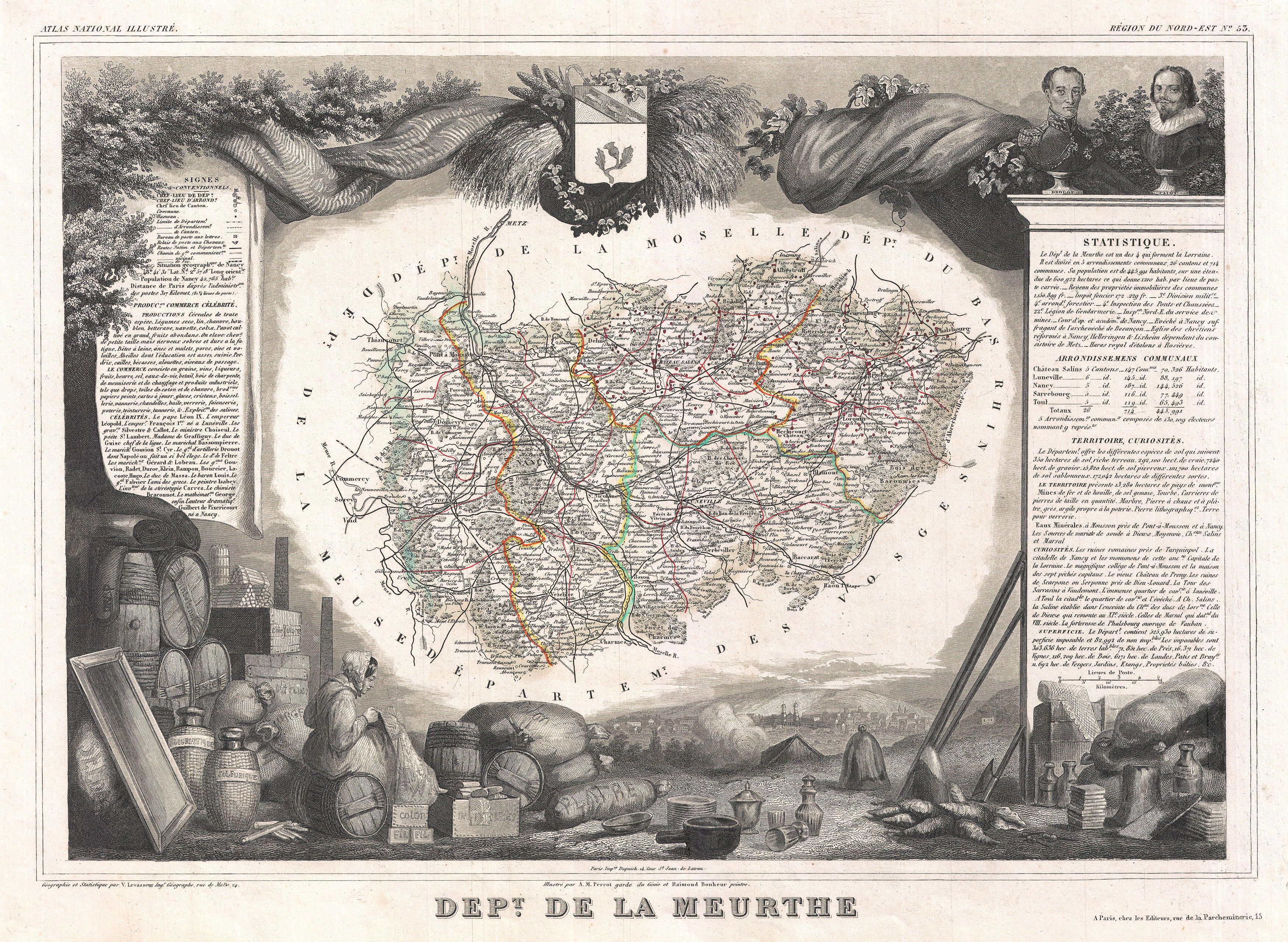

Das Département Meurthe ist ein ehemaliges französisches Département, dessen Hauptstadt Nancy war.
Das Département wurde 1790 aus Teilen der Provinz Lothringen und dem Gebiet des Hochstifts Toul (eines der Trois-Évêchés) geschaffen und 1800 in fünf Arrondissements gegliedert. Die Unterpräfekturen (frz. Sous-préfectures) waren Château-Salins, Lunéville, Sarrebourg und Toul. Im Jahr 1866 hatte das Département 714 Kommunen und 428.387 Einwohner.
Durch den Vertrag von Frankfurt erhielt Deutschland 1871 das Reichsland Elsaß-Lothringen, das unter anderem den Bezirk Lothringen umfasste, der aus den östlichen vier Fünfteln des ehemaligen Département Moselle und dem nordöstlichen Drittel des ehemaligen Départements Meurthe bestand, d. h. aus dem Kreis Château-Salins und dem Kreis Saarburg. 
Mit dem Vertrag von Versailles wurden Elsass und Lothringen 1919 wieder französisch, doch die früheren Grenzen der Départements wurden nicht wiederhergestellt. Die Gemeinde Raon-lès-Leau fordert immer noch ein 1000 Hektar großes Waldgebiet zurück, das auf Betreiben Bismarcks 1871 dem deutschen Reichsland Elsaß-Lothringen zugeschlagen worden war, um den strategisch wichtigen Donon kontrollieren zu können. Seitdem gehört das Waldgebiet zur elsässischen Gemeinde Grandfontaine.